# European Booksellers Federation

Das Logo des Verbands

Die European Booksellers Federation ist ein Verband, in dem sich nationale Buchhändler-Verbände der Europäischen Union zusammengeschlossen haben. Er vertritt die Interessen der Buchhändler in Europa und baut nationale Netzwerke und Beziehungen aus.
Die Mitglieder kommen aus 25 Staaten Europas. Er entstand aus 1994 aus der GALC (1968–1993), der Groupement de Librairies de la CEE. Der Sitz ist in Brüssel, wo das Büro mit der Internationalen Buchhändler-Vereinigung geteilt wird.
Mitglieder sind u. a. der Börsenverein des Deutschen Buchhandels und der Hauptverband des österreichischen Buchhandels.